# Tabla de Baška
La tabla de Baška (en croata: Bašćanska ploča, pronunciado [bâʃt͡ɕanskaː plɔ̂t͡ʃa]) es uno de los primeros monumentos que contienen una inscripción en la recensión croata del idioma eslavo eclesiástico, que data de c. 1100. La inscripción está escrita en escritura glagolítica. Fue descubierta en 1851 cerca del pueblo de Baška en la isla croata de Krk.

## Historia

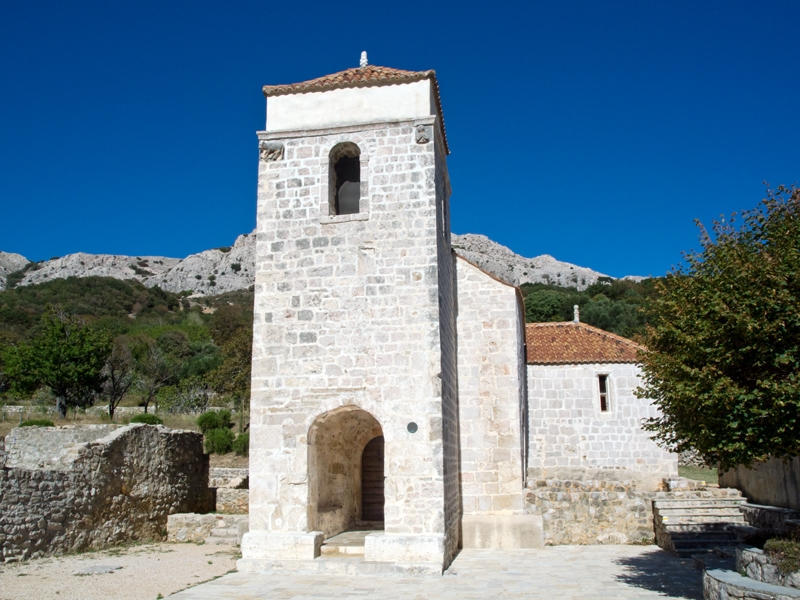
Iglesia de Santa Lucía en Krk.

La tabla fue descubierta en 1851 durante la pavimentación de la iglesia de Santa Lucía, Jurandvor, cerca del pueblo de Baška en la isla de Krk.
Desde 1934, el original se conserva en la Academia Croata de Ciencias y Artes, Zagreb. El arqueólogo croata Branko Fučić contribuyó a la interpretación de la tabla de Baška como una partición del altar a la izquierda. Su reconstrucción del texto de la tabla de Baška es la versión más aceptada en la actualidad.

## Descripción
La tabla de Baška está hecha de piedra caliza blanca. Mide 199 cm de ancho, 99,5 cm de alto y 7,5 a 9 cm de grosor. Pesa aproximadamente 800 kilogramos. Se creía que la tableta estaba instalada como una partición entre el altar y el resto de la iglesia. Hay una réplica en la iglesia.
La placa de piedra inscrita registra la donación de un terreno por parte del rey Zvonimir a una abadía benedictina en la época del abad Držiha. La segunda mitad de la inscripción cuenta cómo el abad Dobrovit construyó la iglesia junto con nueve monjes. La inscripción está escrita en escritura glagolítica, exhibiendo características del eslavo eclesiástico de la recensión croata, como escribir (j)u para (j)ǫ, e para ę, i para y, y usar un solo jer (ъ). Proporciona el único ejemplo de transición de glagolítico del tipo búlgaro redondeado al alfabeto croata angular.

### Contenido

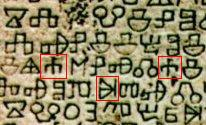
Detalle de la tabla de Baška.

Los estudiosos que participaron en el desciframiento del texto glagolítico abordaron los desafíos paleográficos, así como el problema de la superficie dañada y desgastada de la losa. A través de esfuerzos sucesivos, los contenidos se interpretaron principalmente antes de la Primera Guerra Mundial, pero siguieron siendo un tema de estudio durante todo el siglo XX.
El texto original, con los segmentos ilegibles marcados en gris:
ⰰⰸⱏ ––––– ⱌⰰⱄⰻⱀⰰ ––  ⱅⰰ ⰳⱁⰴⱆⱈⰰ ⰰⰸ ⱏ

ⱁⱂⰰⱅ – ⰴⱃⱏⰶⰻⱈⱝⱂⰻⱄⰰⱈⱏⱄⰵⱁⰾⰵⰴⰻ ⱑⱓ ⰶⰵ

ⰴⰰⰸⱏⰲⱏⱀⰻⰿⱃⱏⰽⱃⰰⰾⱏⱈⱃⱏⰲⱝⱅⱏⱄ ⰽ ⱏ ––– 

ⰴⱀⰻⱄⰲⱁⱗⰲⱏⱄⰲⰵⱅⱆⱓ ⰾ ⱆⱌⰻⱓⰻⱄⰲⰵ –– 

ⰿⰻⰶⱆⱂⱝⱀⱏⰴⰵⱄⰻ – ⱃⱝⰽⱃⱏⰱⱝⰲⱑⰿⱃⱝ ––– ⱏⰲⱏ –– 

ⱌⱑⱂⱃⰱⱏⱀⰵⰱⰳⰰ – ⱏⱂⱁⱄⰾ – ⰲⰻⱀⱁⰴⰾⱑ –– ⰲⰰⰲⱁ

ⱅⱁⱌⱑⰴⰰⰻⰶⰵⱅⱉⱂⱁⱃⱒⰵⰽⰾⱏⱀⰻⰻⰱⱁⰻⰱ – ⰰ ⱀ ⰾⰰⰻⰳⰵ

ⰲⰰⰼⰾⰻⱄⱅ҃ⰻⰻⱄⱅ҃ⰰⱑⰾⱆⱌⰻⱑⰰⱞⱀⱏⰴⰰⰻⰾⰵⱄ ⰴ ⱑⰶⰻⰲⰵ

ⱅⱏⱞⱉⰾⰻⰸⱝⱀⰵⰱ҃ⱁⰳⰰⰰⰸⱏⱁⱂⱝⱅⱏⰴⰱⱃⱉ ⰲ ⱜⱅⱏⰸⱏ

ⰴⱝⱈⱏⱌⱃ꙯ⱑⰽⱏⰲⱏⱄⰻⱅⰻⱄⰲⱉⰵⱓⰱⱃⱝ ⰰ ⱜ ⱓ ⱄⱏⰴⰵⰲ

ⰵⱅⰻ ⱓ ⰲⱏⰴⱀⰻⰽⱏⱀⰵⰸⰰⰽⱉⱄⱏⱞⱏ ⱅ ⱝⱉⰱⰾⰰⰴ

ⰰⱓⱋⱝⰳⱉⰲⱏⱄⱆⰽⱏⱃⱝⰻⱀⱆⰻⰱⱑⱎⰵⰲⱏⱅ ⱏ ⰾNⱜⱞ

ⱜⰽⱆⰾⱝ ⰲⱏ ⱉ т ⱉ ⱒⱍ–––  ⰲ ⰵт꙯ⱆⱓⰾⱆⱌ꙯ⱜⱓ ⰲ  ⱏ ⰵⰴⰻNⱉ
El texto transcrito, según Branko Fučić, con segmentos restaurados entre corchetes, es el siguiente:
| Texto original transcrito a caracteres latinos | El mismo texto en croata moderno | El mismo texto en español |
| --- | --- | --- |
| Azъ [vъ ime o]tca i s(i)na [i s](ve)tago duha azъ opat[ъ] Držiha pisahъ se o ledi[n]e juže da Zъvъnim[i]rъ kralъ hrъvatъskъ[ï] [vъ] dni svoję vъ svetuju [L]uciju i s[vedo]mi županъ Desi[m]ra Krъ[b]avě Mra[tin]ъ vъ (li)cě Pr(i)bъnebga [s]ъ posl[ъ] Vin[od](o)lě [Ěk](o)vъ v(ъ) Otocě da iže to poreče klъni i bo(g) i bï(=12) ap(osto)la i g(=4) eva(n)j(e)listi i s(ve)taě Luciě am(e)nъ da iže sdě živetъ moli za ne boga azъ opatъ D(o)brovitъ zъdah crěkъvъ siju i svoeju bratiju sъ devetiju vъ dni kъneza kosъmъta obladajućago vъsu Kъrainu i běše vъ tъ dni Mikula vъ Otočъci [sъ S]vetuju Luciju vъ edino | Ja, u ime Oca i Sina i Svetoga Duha. Ja opat Držiha pisah ovo o ledini koju dade Zvonimir, kralj hrvatski u dane svoje svetoj Luciji. Svjedoče mi župan Desimir u Krbavi, Martin u Lici, Piribineg u Vinodolu i Jakov na Otoku. Da tko poreče, nega ga prokune i Bog i 12 apostola i 4 evanđelista i sveta Lucija. Amen. Neka onaj tko ovdje živi, moli za njih Boga. Ja opat Dobrovit zidah crkvu ovu sa svoje devetero braće u dane kneza Kosmata koji je vladao cijelom Krajinom. I bijaše u te dane [župa sv.] Mikula u Otočcu sa [župom] svetom Lucijom zajedno. | En el nombre del Padre, del Hijo y del Espíritu Santo, yo, el abad Držiha, escribí esto sobre la tierra que Zvonimir, el rey croata, dio en sus días a Santa Lucía. Y los testigos [fueron] župan Desimir en Krbava, Martin en Lika, Piribineg en Vinodolska y Yakov en Otok. Quien lo niegue, sea maldecido por Dios, los doce apóstoles, los cuatro evangelistas y Santa Lucía. Amén. Que el que vive aquí ruegue por ellos a Dios. Yo, el abad Dobrovit, construí esta iglesia con nueve de mis hermanos en los días del conde Cosme, que gobernaba toda la provincia. Y en esos días [la parroquia de San] Nicolás en Otočac se unió con [la parroquia de] Santa Lucía. |

## Datación

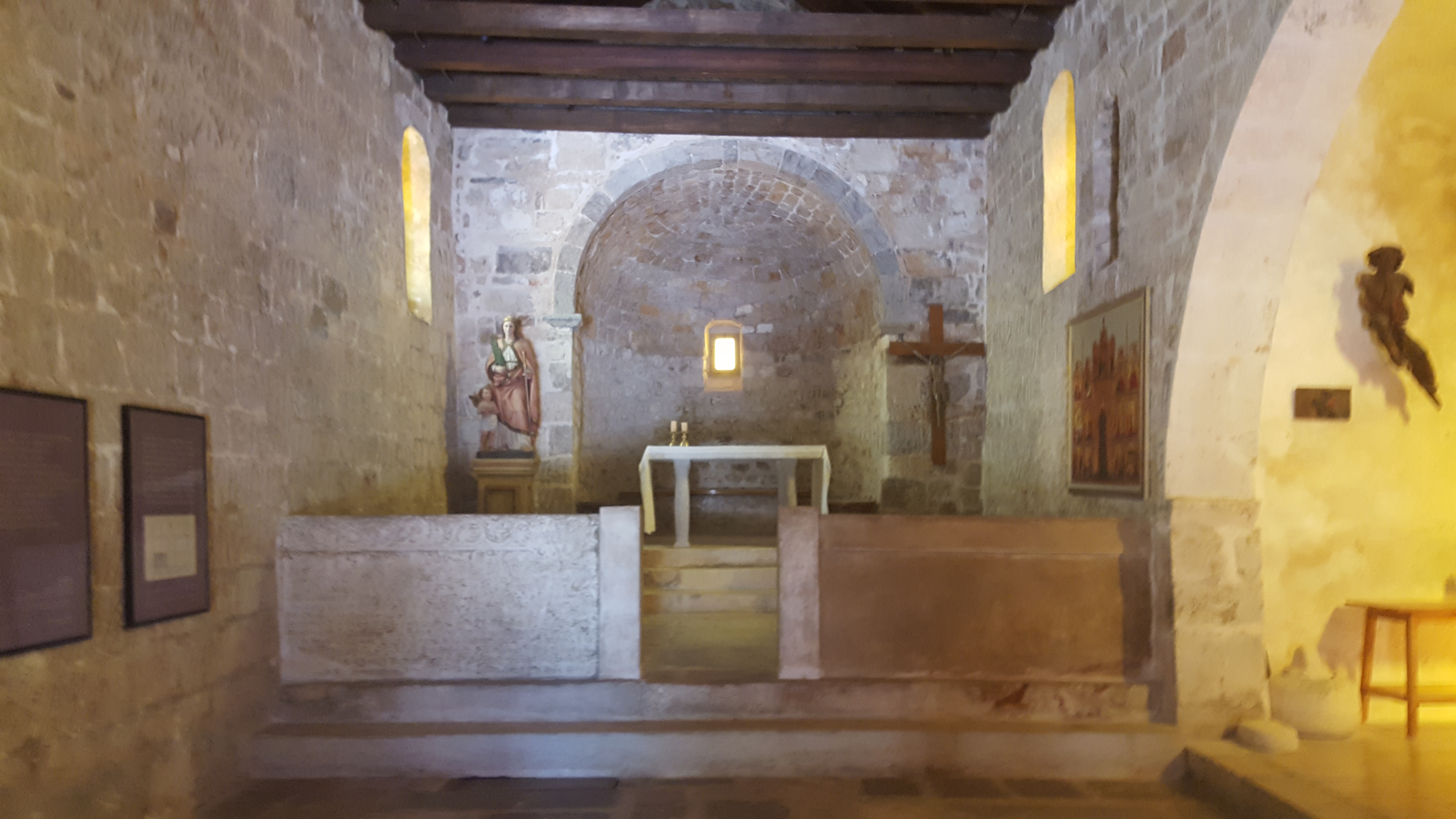
Réplica de la tabla de Baška de la iglesia de Santa Lucía.

El contenido de la tablilla sugiere que se inscribió después de la muerte del rey Zvonimir en 1089, ya que el abad Držiha describe la donación de Zvonimir como un evento que sucedió en el pasado («en sus días»). La iglesia de Santa Lucía, que se describe como construida durante el reinado del príncipe Cosme, indica una era antes del dominio veneciano en Krk, que comenzó en 1116. Esto, junto con las características románicas de la iglesia, fecha la tableta a finales del siglo XI o principios del XII.
Se cuestiona el significado de las primeras líneas. Mientras que algunos eruditos interpretan los caracteres introductorios simplemente como Azъ ("I"), otros creen que las letras también se usaron para codificar el año. Sin embargo, no hay acuerdo sobre la interpretación: se han propuesto 1100, 1077, 1079, 1105 y 1120.

## Significado

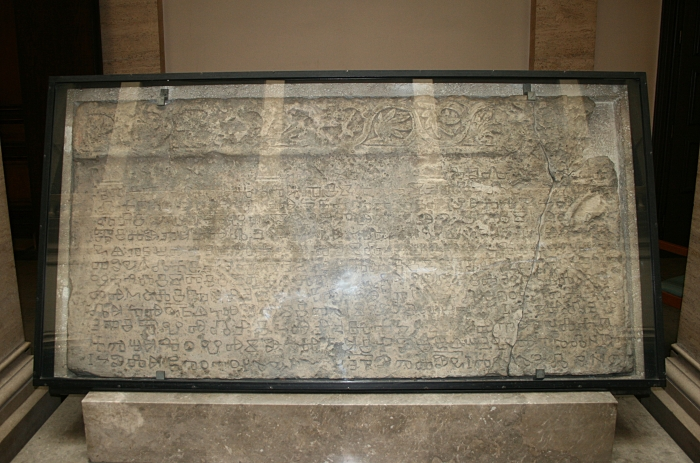
Tabla

El nombre de Croacia y el rey Zvonimir se mencionan en la tableta por primera vez en idioma croata.
A pesar de no ser el monumento glagolítico croata más antiguo (la tabla de Plomin, la tabla de Valun, la inscripción de Krk, son más antiguas y aparecieron en el siglo XI) y a pesar de que no fue escrito en la lengua vernácula croata pura, fue referida por estudiosos como Stjepan Ivšić como «la joya» de la lengua croata, mientras que Stjepan Damjanović la llamó «el certificado de bautismo de la cultura croata». Presenta un patrón de cuerda ornamental vagamente dañado, el entrelazado croata (en croata: troplet).
La tablilla está representada en el anverso del billete de 100 kunas croatas, emitido en 1993 y 2002, y en un sello postal emitido por el Correo de Croacia en 2000.

## Otras lecturas
- «900 Years of the Baska Stone Tablet (Souvenir Sheet)». epostshop.hr. Correo de Croacia. Consultado el 3 de mayo de 2021.
- Deželić, Mladen (1943). «Baščanska ploča i njeno konzerviranje» (PDF). Ljetopis Hrvatske akademije znanosti i umjetnosti (en croata) (Zagreb: Academia Croata de Ciencias y Artes) 54: 152-158. Consultado el 3 de mayo de 2021.